# Station Herrera (Euskotren)
Topo station Herrera maakt deel uit van de Topo. Tussen 2012 en 2017 werd voor deze lijn officieel de naam Metro Donostialkea gebruikt, maar in het laatste jaar is de naam officieel gewijzigd in Topo, een naam die altijd al in de volksmond werd gebruikt. De aanduiding metro wordt sindsdien niet meer gebruikt. Het station ligt ligt in de wijk Herrera in het district Altza van de gemeente San Sebastian in Spanje, in de autonome gemeenschap Baskenland. 
Het oorspronkelijke bovengrondse station dateerde uit 1912 en in 2012 is het huidige ondergrondse station geopend. Het ondergronds aanleggen van het station heeft de wijk bovengronds naast vermindering van de overlast, een nieuwe groenzone en verbeterde wegverbindingen opgeleverd. Vanuit het centrum van de stad gezien, splitsen zich hier de lijnen E2, die verder gaat over de oude spoorlijn in de richting van de Franse grens, en lijn E5, die naar station Altza gaat. 
In dit station kan er over worden gestapt op de cercanías, de voorstadtrein van San Sebastian, via het spoorwegstation Herrera. 